# 菲澤什焦爾毛特

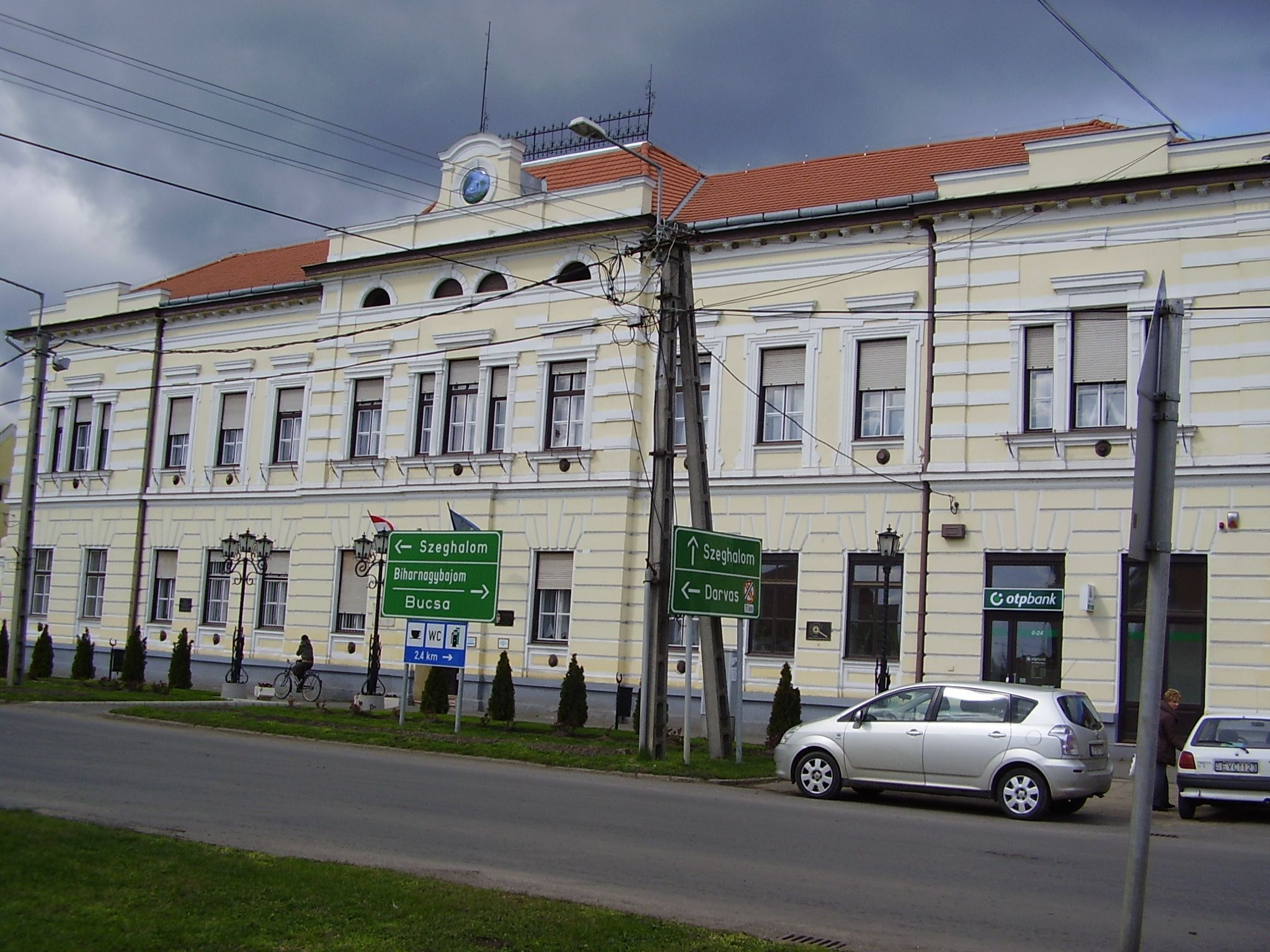

菲澤什焦爾毛特（匈牙利語：Füzesgyarmat，發音：[ˈfyzɛʒɟɒrmɒt]）是匈牙利貝凱什州的城鎮，位於該國東部，距離首府貝凱什喬包60公里，面積127.34平方公里，2011年人口5,716，其中約三成居民信奉基督教。
47°06′N 21°13′E / 47.100°N 21.217°E